# Wilhelm Schubart
Friedrich Wilhelm Ludwig Schubart (Legnica, 21 ottobre 1873 – Halle, 9 agosto 1960) è stato uno storico e papirologo tedesco.

## Biografia
Shubart nacque il 21 ottobre 1873 a Legnica, allora parte dell'Impero tedesco. Studiò filologia classica e filosofia presso le università di Tubinga, Halle, Berlino e Breslavia, conseguendo il dottorato di ricerca a Breslavia nel 1897. Nel 1900 conseguì l'abilitazione in storia antica a Berlino, successivamente diventò professore associato nel 1912. Dal 1931 al 1937 fu professore onorario a Berlino e professore di storia antica presso l'Università di Lipsia (1948–52).
Dal 1901 al 1912 lavorò come assistente direttore presso il Museo Reale di Berlino. In seguito, fu curatore e direttore del Papyrussammlung (collezioni di papiri) a Berlino (1912-1937).
Schubart si sposò due volte: la prima il 22 settembre 1904, a Trebnitz, con Frida Mensing (16 agosto 1868-17 aprile 1928), che lo accompagnò in Egitto durante le campagne di scavo dell’inverno 1909/10, del 1911 e del 1912 e pubblicò anche un resoconto personale dell’esperienza trascorsa sulla campagna di scavo, Von Wüste, Nil, und Sonne (Del deserto, del Nilo, e del Sole), Berlin 1922; e una storia divulgativa dell’Egitto, Von der Flügelsonne zum Habelmond (Dal Sole alato alla Luna crescente), Leipzig 1926. Rimasto vedovo, il 17 dicembre 1928 sposò Gertrud Fikentscher, che in seguito diventò professoressa di diritto all'Università di Halle. Shubart morì a Halle il 9 agosto 1960.

## Opere principali
- Das Buch bei den Griechen und Römern, 1907.
- Elefantina-Papiri (con Otto Rubensohn e Wilhelm Spiegelberg), 1907.
- Papyri graecae berolinenses, 1911.
- Einführung in die papyruskunde, 1918.
- Papyri und Ostraka der Ptolemäerzeit, 1922.
- Paleografia, 1925.
- Giustiniano e Teodora, 1936.[2]